# フョードル・モルチン
フョードル・コンスタンチノヴィチ・モルチン（ロシア語: Фёдор Константи́нович Мо́ртин、ラテン文字転写の例：Fyodor Konstantinovich Mortin、1918年5月2日 - 1990年12月31日）は、ソ連の軍人、チェキスト。中将。

## 経歴
ゴリコフ州マレセフスキー地区クラスナヤ・ポリャーナ村出身。1937年、アルザマス教員大学を卒業。第二次世界大戦に従軍。
1947年、ソビエト軍軍事外交アカデミーを卒業し、国家保安機関に送られる。1947年～1950年、国外で活動。
1950年～1954年、ソ連共産党中央委員会事務局で働く。
1954年10月、ソ連国家保安委員会（KGB）に復帰し、第1総局副総局長に任命された。1958年～1971年、第一副総局長。1966年～1967年、KGB第101学校校長を務めた。
1971年、第1総局長に任命され、1974年まで総局を指導した。
1975年～1982年、KGB議長附属顧問部会先任顧問。1982年、退役。

## パーソナル
レーニン勲章2個、赤旗勲章、一等祖国戦争勲章、労働赤旗勲章、赤星勲章2個、「名誉国家保安機関職員」胸章を受章。